# Bahnhof Lyon-Part-Dieu

Der Bahnhof Lyon-Part-Dieu (französisch Gare de Lyon-Part-Dieu) ist noch vor dem Bahnhof Lyon-Perrache der wichtigste Bahnhof der französischen Stadt Lyon. Er liegt an der Bahnstrecke Lyon–Genève und ist ein wichtiger Knotenpunkt im Fern- und Regionalverkehrsnetz der Region Auvergne-Rhône-Alpes.

## Geschichte

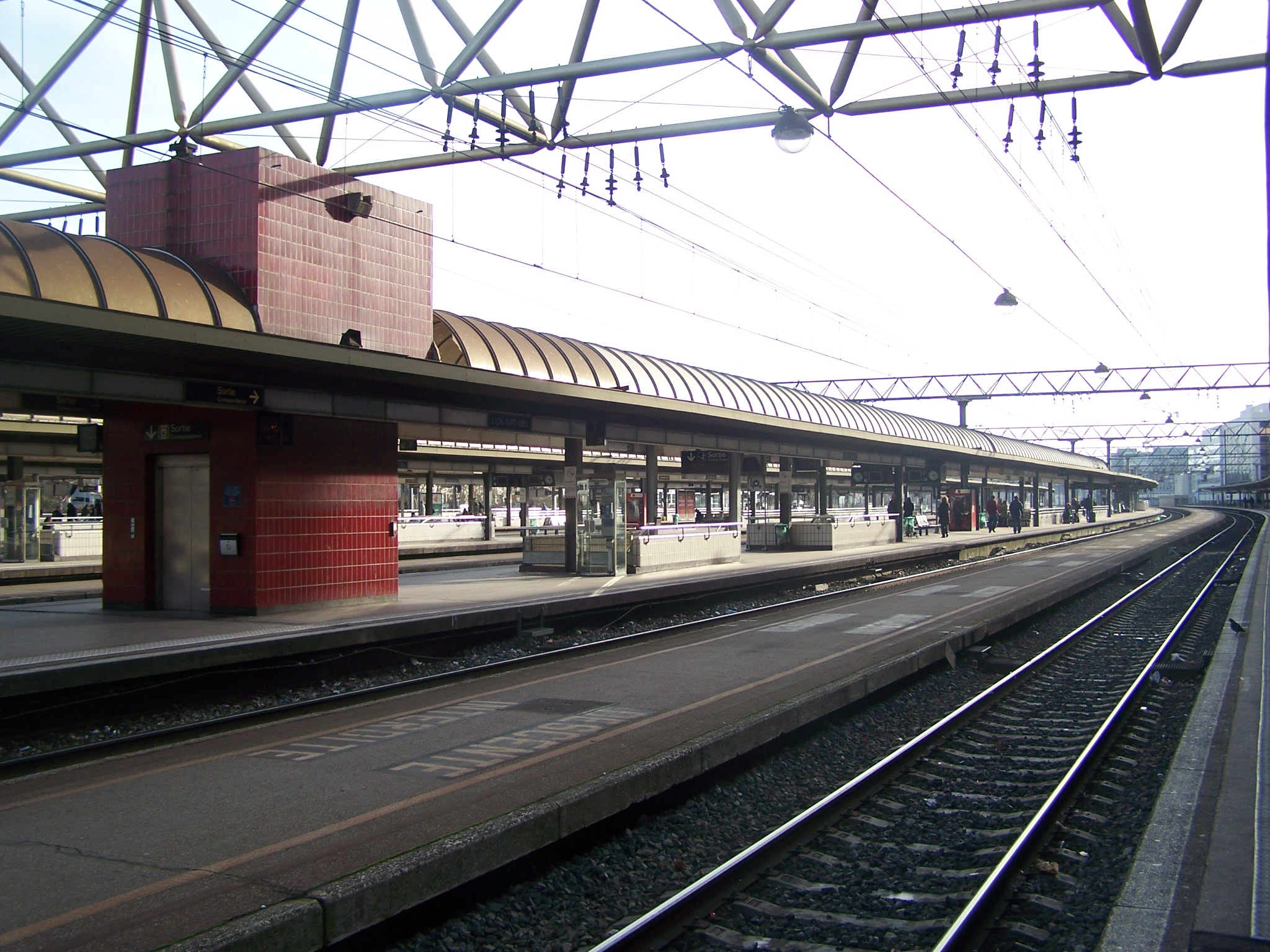
Bahnsteige im Jahr 2006

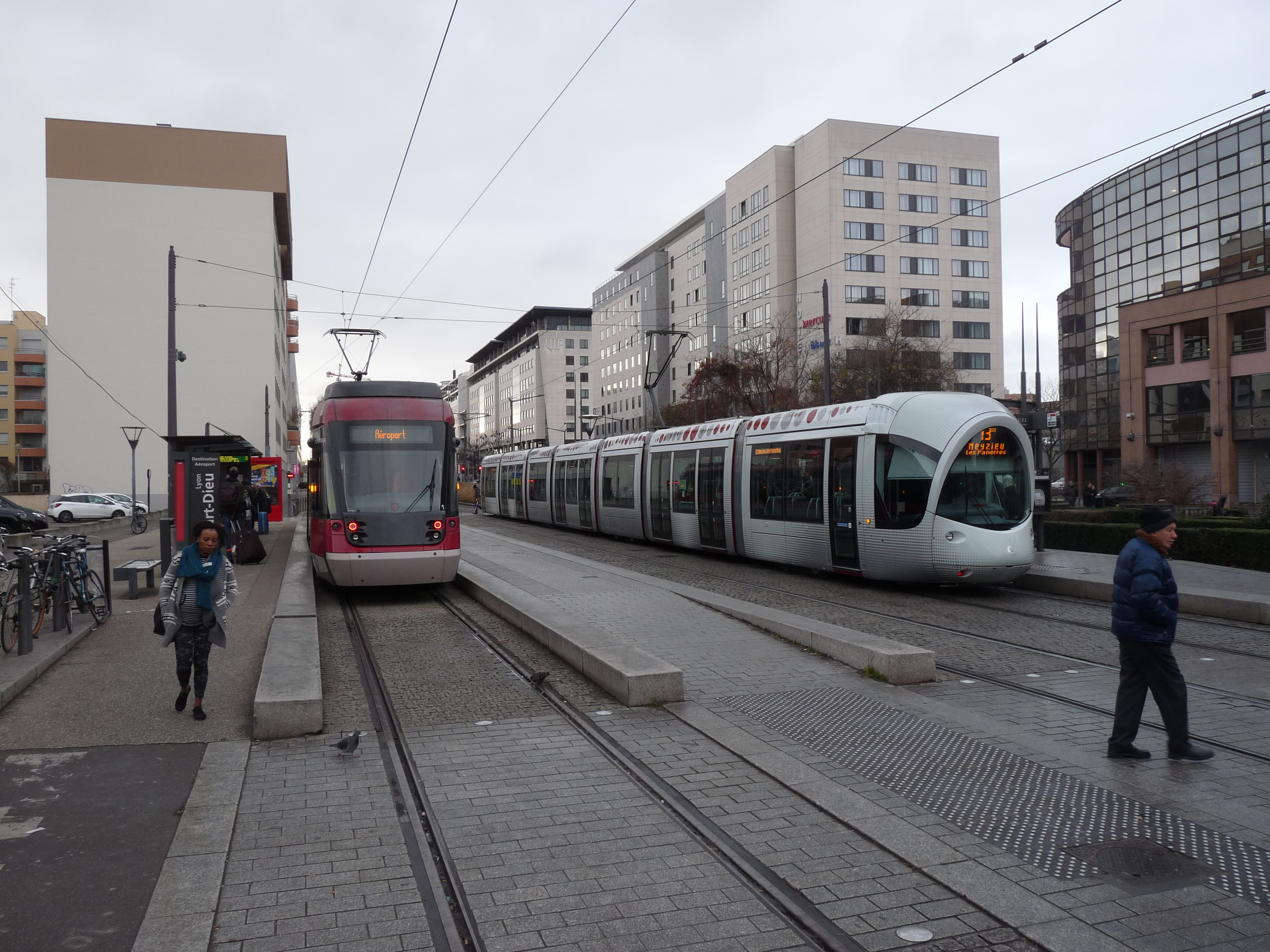
Rhônexpress (links) und Straßenbahnzug der Linie T3 an der Station Gare Part-Dieu–Villette

Der Bahnhof ging am 13. Juni 1983 nach fünfjähriger Bauzeit anstelle des einen Tag zuvor geschlossenen Bahnhofs Lyon-Brotteaux in Betrieb. Dies war Teil eines Urbanisierungsprogramms, das mit dem Quartier la Part-Dieu die Etablierung eines zweiten Stadtzentrums in Lyon vorsah. So ist das benachbarte gleichnamige Einkaufszentrum landesweit eines der größten. Schon bald nach der Eröffnung lief er dem bisherigen Hauptbahnhof Lyon-Perrache, obwohl dieser zentraler gelegen ist, den Rang als wichtigster Bahnhof der Stadt ab und wurde zu einem bedeutenden Knotenpunkt im TGV-Netz. Durchgehende TGV-Züge halten meistens nur noch in Part-Dieu, Perrache wird nur noch von in Lyon endenden Zügen angefahren. Part-Dieu wird lediglich von den Zügen nicht bedient, die vor der Stadt auf die LGV Rhône-Alpes geleitet werden und stattdessen am Bahnhof Lyon-Saint-Exupéry TGV halten, ihn somit nicht tangieren.
2010 ging die Expressstraßenbahnlinie Rhônexpress zum Flughafen Saint-Exupéry in Betrieb.

## Lage und bauliche Gegebenheiten
Der Bahnhof umfasst sechs Personenbahnsteige und insgesamt elf Bahnsteigkanten. Das elfte Gleis wurde im Dezember 2011 in Betrieb genommen.
In den Jahren 2001 und 2008 wurde er um drei Gleise erweitert und erreichte seine heutige Größe. Hinzu kommt ein bahnsteigloses Durchfahrtgleis.
Der Bahnhof liegt im Osten der Stadt, etwas außerhalb des Stadtzentrums. In unmittelbarer Nähe liegt mit der Tour Part-Dieu das zweithöchste Gebäude der Stadt.

## Verkehr

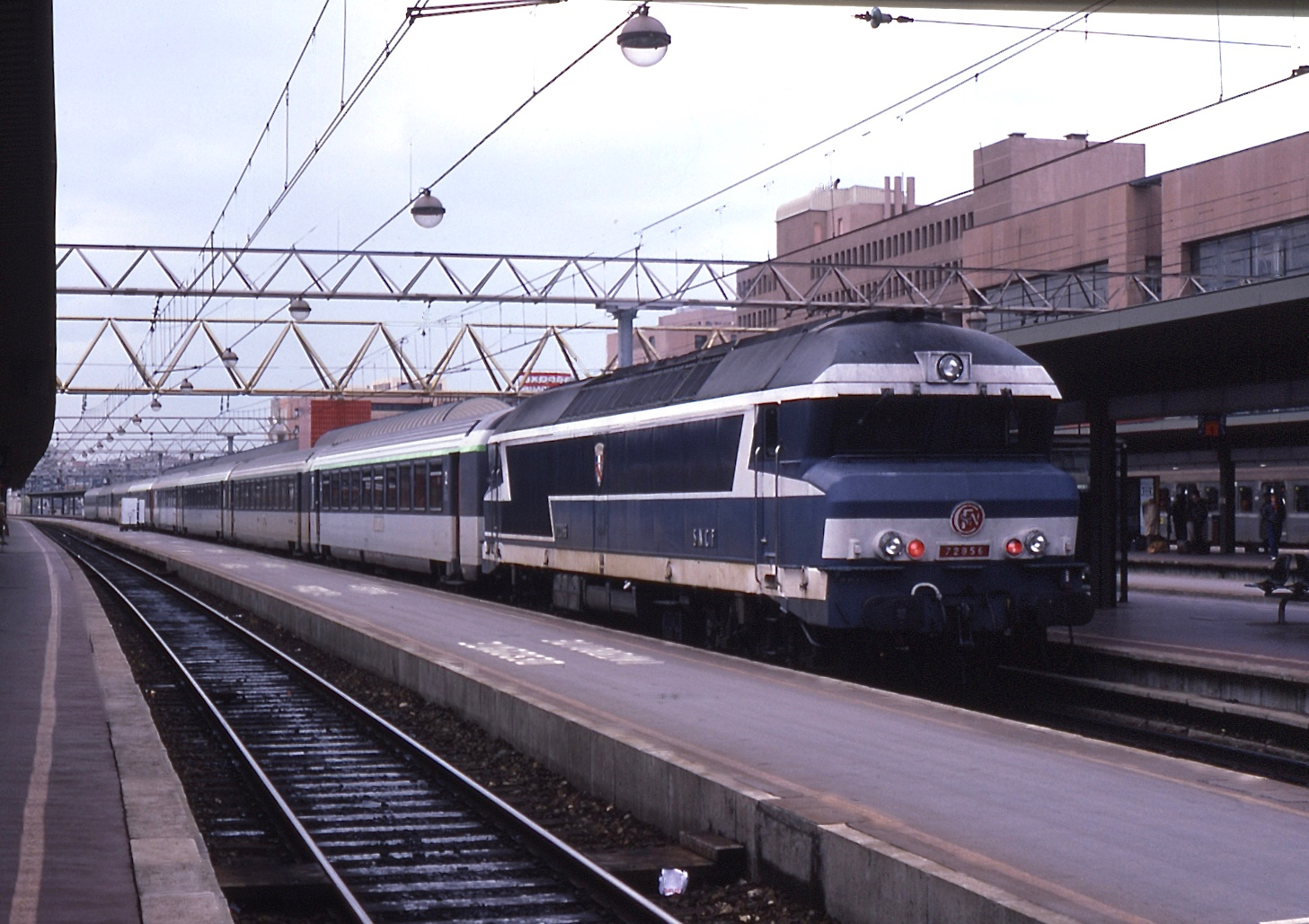
Fernzug mit Corail-Wagen und einer Diesellokomotive der Baureihe CC 72000 im Bahnhof Part-Dieu (1987)

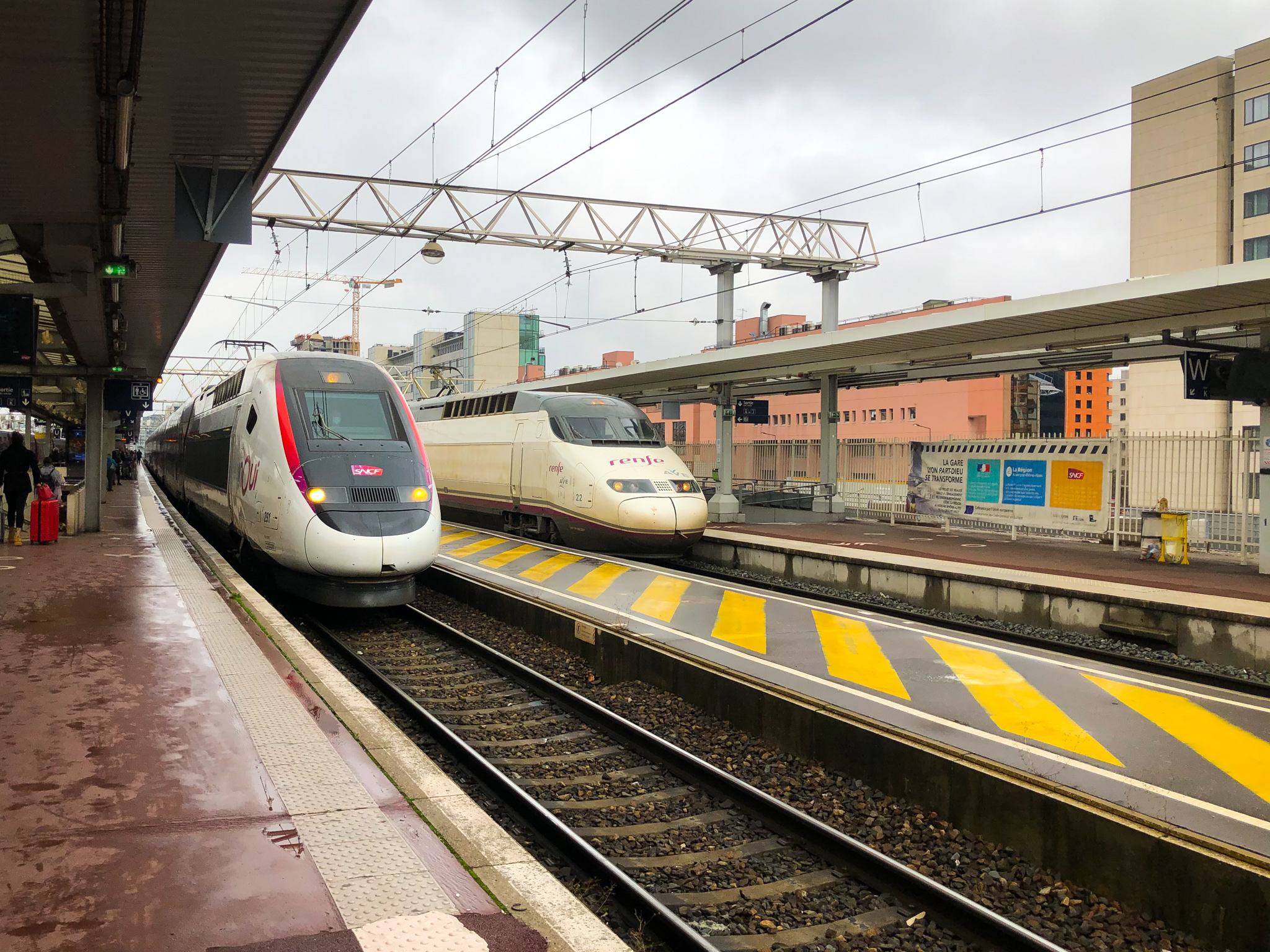
Hochgeschwindigkeitszüge in Lyon-Part-Dieu: TGV Duplex der SNCF und AVE der spanischen Renfe

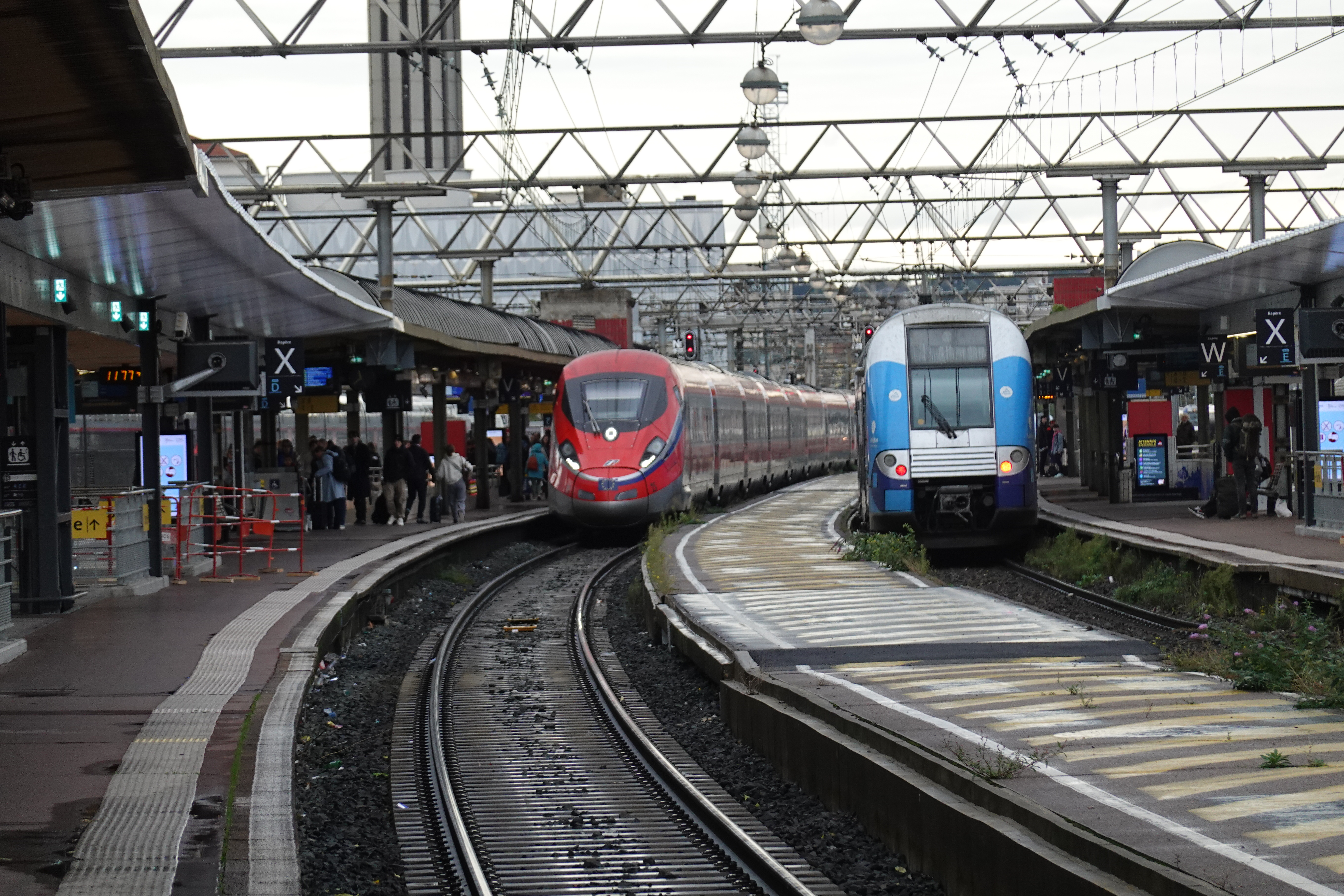
Italienischer Frecciarossa 1000 und französischer Alstom Coradia Duplex im Bahnhof Part-Dieu

Als größter Bahnhof der Millionenmetropole Lyon verfügt er über eine dichte Anbindung im Nah- und Fernverkehr:

### Fernverkehr
Der TGV bedient den Bahnhof mit diversen Zielen, so dass zahlreiche Städte Frankreichs wie Paris, Straßburg, Mulhouse, Bordeaux, Nantes, Toulouse, Perpignan, Metz, Dijon, Melun, Rennes, Poitiers und Le Havre umsteigefrei zu erreichen sind. Des Weiteren fährt der TGV auch auf internationalen Verbindungen nach Brüssel und Genf. Die Eröffnung der LGV Rhin-Rhône im Dezember 2011 führte zu neuen Bahnverbindungen: Seit dem 23. März 2012 wird mit dem TGV Duplex eine Direktverbindung von Frankfurt über die LGV Rhin-Rhône nach Lyon und weiter nach Marseille angeboten. Zum Fahrplanwechsel im Dezember 2013 wurde die von Elipsos betriebene Hochgeschwindigkeitsverbindung mit einem AVE-Zug zwischen Lyon und dem Bahnhof Barcelona-Sants in Betrieb genommen.
Außerdem wird der Bahnhof von diversen Intercités-Zügen angefahren. Die Tages- und Nachtverbindungen führen unter anderem nach Hendaye, Irun, Quimper, Metz, Straßburg und Genf.

### Regionalverkehr
Die vier Regionalverkehrssysteme TER Auvergne-Rhône-Alpes, TER Bourgogne, TER PACA bieten Verbindungen nach Marseille, Avignon, Genf, Grenoble, Saint-Etienne-Châteaucreux, Evian oder Valence an. Die meisten Linien fahren auch den Bahnhof Perrache an.

### Stadtverkehr
Der Bahnhof Part-Dieu ist an die Metrolinie B und an die drei Straßenbahnlinien T1, T3 und T4 angeschlossen.

## Zukunft
Die Nutzerzahlen des Bahnhofes sind rapide gestiegen. Zum Zeitpunkt der Eröffnung wurde er täglich von 35.000 Reisenden frequentiert, heute sind es 140.000. Im Jahr 2010 nutzten 51,1 Millionen Personen den Bahnhof. Er operiert stark an den Kapazitätsgrenzen und wurde in den Jahren 2008 und 2011 um drei Gleise erweitert. Bis 2030 werden täglich 220.000 Reisende erwartet. Eine Erweiterung wurde unumgänglich. Zur Diskussion stand ein Tiefbahnhof, oder eine vermehrte Führung von TGV-Zügen über den Bahnhof Saint-Exupery, um Part-Dieu zu entlasten.
Seit 2018 wird der bestehende Bahnhof im laufenden Betrieb um- und ausgebaut, im Rahmen des Erneuerungsprojekts des ganzen Quartiers Part-Dieu. Unter anderem durch drei neue Galerien wird die Fläche verdoppelt. Die Gleisanlagen werden um ein zwölftes Gleis („L“) erweitert. Es liegt östlich von Gleis K und teilt sich mit diesem Gleis den Bahnsteig. Die Bauarbeiten für das Gleis haben 2017 begonnen. Die Inbetriebnahme ist für 2022 vorgesehen. Die Place Charles Béraudier vor dem Westausgang des Bahnhofs wird vergrößert und begrünt, unterhalb des Platzes werden eine Velostation und ein Parkhaus gebaut.